# Aporie
Aporie (altgriechisch ἡ ἀπορία he aporía, deutsch ‚die Ratlosigkeit‘, eigentlich ‚Ausweglosigkeit‘, ‚Weglosigkeit‘, von ὁ πόρος ho pόros, deutsch ‚der Weg‘ mit Alpha privativum: ἄπορος ὤν áporos ōn, deutsch ‚ohne Ausweg seiend‘, ‚ausweglos‘) ist ein in der Sache oder in den zu klärenden Begriffen liegendes Problem, das daraus resultiert, entsteht oder darin vorhanden ist, dass entgegengesetzte oder widersprüchliche Ergebnisse vorliegen. 
Eine aporetische Wechselbeziehung ist demnach ein Zustand mit zwei unvereinbar einander entgegengesetzten Komponenten, die trotzdem aufeinander bezogen sind und deren Wirkungen sich sinnvoll ergänzen. Während ein Antagonismus aus „Gegenspielern“ besteht, die gemeinsam (meist abwechselnd) wirken, ist die Aporie eher ein ständiges „Ringen“ zweier „Gegner“.

## Begriffsgeschichte
Bei Sokrates ist die Aporie eine unauflösbare theoretische Problemstellung, die die paradoxe Erkenntnis des eigenen Nichtwissens ermöglicht: Sokrates führt seine Gesprächspartner dabei mit Hilfe der Mäeutik in die Aporie, um sie so auf die Suche nach Wahrheit (griechisch ἀλήθεια alētheia) zu leiten. Insbesondere die frühen platonischen Dialoge als Zeugnisse dieser philosophischen Strategie enden sämtlich aporetisch.
Bei Aristoteles ist eine Aporie eine anzugehende Aufgabe, die am Anfang einer Untersuchung steht und das Ergebnis von in gleicher Weise überzeugenden Argumenten mit sich widersprechenden Schlussfolgerungen ist. Für Aristoteles ist Aporetik also die Kunst, unlösbare oder schwer zu lösende Probleme zu durchdenken und zu erörtern, eine eigene Forschungsmethode.
In der Scholastik fand die aporetische Methode als Quaestio-Methode Eingang in die scholastische Philosophie des Mittelalters.
Aporie wird in der Minnelyrik auch als Unvereinbarkeit gesehen, z. B. die Unvereinbarkeit zwischen minne und êre, wie sie Reinmar in seinen Liedern postuliert.
In der Rhetorik ist die aporia eine Redefigur, die die Zweifelhaftigkeit einer Aussage durch den Sprecher verdeutlicht.
Aporetische Struktur und Funktion hat im weiteren Sinn auch das Koan in der zenbuddhistischen Meditation.

## Beispiel
Aus Sicht des Philosophen Jacques Derrida stellt Gerechtigkeit eine Aporie dar.  So können beispielsweise in einigen Fällen Leistungsgerechtigkeit und Bedarfsgerechtigkeit zu widersprüchlichen Ergebnissen führen, wodurch Transferleistungen des Sozialstaats je nach Definition von Gerechtigkeit von einer Gruppe als gerecht und von der anderen Gruppe als ungerecht erachtet werden.
Gleichermaßen gilt dies für die unterschiedlichen Auffassungen von Arbeitgebern und Arbeitnehmern hinsichtlich der Bezahlung oder des Arbeitseinsatzes.